# Seznam juniorských vítězů ve Wimbledonu
Toto je seznam juniorských vítězů ve Wimbledonu. Uváděni jsou šampioni wimbledonských soutěží hraných v rámci juniorského tenisového grandslamu. Dvouhry chlapců i dívek se poprvé konaly v roce 1947. Deblové soutěže navázaly od sezóny 1982. Prvním grandslamem, který hostil juniorské soutěže se roku 1922 stal Australian Open. V roce 1947 juniory poprvé přivítaly Roland Garros s Wimbledonem a poslední US Open v sezóně 1973.

## Přehled vítězů
| Rok | dvouhra                                   | dvouhra                                   | čtyřhra                                   | čtyřhra                                       |
| Rok | junioři                                   | juniorky                                  | junioři                                   | juniorky                                      |
| --- | ----------------------------------------- | ----------------------------------------- | ----------------------------------------- | --------------------------------------------- |
| 1947 | Kurt Nielsen                              | Genevieve Domkenová                       | —                                         | —                                             |
| 1948 | Staffan Stockenberg                       | Olga Mišková                              | —                                         | —                                             |
| 1949 | Staffan Stockenberg                       | Christiane Mercelisová                    | —                                         | —                                             |
| 1950 | John Horn                                 | Lorna Cornellová                          | —                                         | —                                             |
| 1951 | Johann Kupferburger                       | Lorna Cornellová                          | —                                         | —                                             |
| 1952 | Bobby Wilson                              | Fanny ten Boschová                        | —                                         | —                                             |
| 1953 | Billy Knight                              | Dora Kilanová                             | —                                         | —                                             |
| 1954 | Ramanathan Krišnan                        | Valerie Pittová                           | —                                         | —                                             |
| 1955 | Mike Hann                                 | Sheila Armstrongová                       | —                                         | —                                             |
| 1956 | Ronald Holmberg                           | Ann Haydon-Jonesová ‡                     | —                                         | —                                             |
| 1957 | Jimmy Tattersall                          | Miriam Arnoldová                          | —                                         | —                                             |
| 1958 | Butch Buchholz                            | Sally Mooreová                            | —                                         | —                                             |
| 1959 | Toomas Leius                              | Joan Crossová                             | —                                         | —                                             |
| 1960 | Rodney Mandelstam                         | Karen Hantzeová ‡                         | —                                         | —                                             |
| 1961 | Clark Graebner                            | Galina Bakšejevová                        | —                                         | —                                             |
| 1962 | Stanley Matthews                          | Galina Bakšejevová                        | —                                         | —                                             |
| 1963 | Nicky Kalogeropoulos                      | Monique Salfati                           | —                                         | —                                             |
| 1964 | Ismail aš-Šáfii                           | Peaches Bartkowiczová                     | —                                         | —                                             |
| 1965 | Vladimir Korotkov                         | Olga Morozovová                           | —                                         | —                                             |
| 1966 | Vladimir Korotkov                         | Birgitta Lindströmová                     | —                                         | —                                             |
| 1967 | Manuel Orantes                            | Judith Saloméová                          | —                                         | —                                             |
| 1968 | John Alexander                            | Kristy Pigeonová                          | —                                         | —                                             |
| 1969 | Byron Bertram                             | Kazuko Sawamacuová                        | —                                         | —                                             |
| 1970 | Byron Bertram                             | Sharon Walshová                           | —                                         | —                                             |
| 1971 | Robert Kreiss                             | Marina Kroščinová                         | —                                         | —                                             |
| 1972 | Björn Borg ‡                              | Ilana Klossová                            | —                                         | —                                             |
| 1973 | Billy Martin                              | Ann Kiyomurová                            | —                                         | —                                             |
| 1974 | Billy Martin                              | Mima Jaušovecová                          | —                                         | —                                             |
| 1975 | Chris Lewis†                              | Nataša Čmyrjovová                         | —                                         | —                                             |
| 1976 | Heinz Günthardt                           | Nataša Čmyrjovová                         | —                                         | —                                             |
| 1977 | Van Winitsky                              | Lea Antonoplisová                         | —                                         | —                                             |
| 1978 | Ivan Lendl †                              | Tracy Austinová                           | —                                         | —                                             |
| 1979 | Rameš Krišnan                             | Mary Lou Piateková                        | —                                         | —                                             |
| 1980 | Thierry Tulasne                           | Debbie Freemanová                         | —                                         | —                                             |
| 1981 | Matt Anger                                | Zina Garrisonová †                        | —                                         | —                                             |
| 1982 | Pat Cash ‡                                | Catherine Tanvierová                      | Pat Cash † John Frawley                   | Penny Bargová Beth Herrová                    |
| 1983 | Stefan Edberg ‡                           | Pascale Paradisová                        | Mark Kratzmann Simon Youl                 | Patty Fendicková Patricia Hyová               |
| 1984 | Mark Kratzmann                            | Annabel Croftová                          | Ricky Brown Robbie Weiss                  | Caroline Kuhlmanová Stephanie Reheová         |
| 1985 | Leonardo Lavalle                          | Andrea Holíková                           | Agustín Moreno Jaime Yzaga                | Louise Fieldová Janine Thompsonová            |
| 1986 | Eduardo Vélez                             | Nataša Zverevová                          | Tomás Carbonell Petr Korda                | Michelle Jaggardová Lisa O'Neillová           |
| 1987 | Diego Nargiso                             | Nataša Zverevová                          | Jason Stoltenberg Todd Woodbridge ‡       | Natalija Medveděvová Nataša Zverevová ‡       |
| 1988 | Nicolás Pereira                           | Brenda Schultzová                         | Jason Stoltenberg Todd Woodbridge ‡       | Jo-Anne Faullová Rachel McQuillanová          |
| 1989 | Nicklas Kulti                             | Andrea Strnadová                          | Jared Palmer ‡ Jonathan Stark             | Jennifer Capriatiová Meredith McGrathová †    |
| 1990 | Leander Paes                              | Andrea Strnadová                          | Sébastien Lareau Sébastien Leblanc        | Karina Habšudová Andrea Strnadová             |
| 1991 | Thomas Enqvist                            | Barbara Rittnerová                        | Karim Alami Greg Rusedski                 | Catherine Barclayová Limor Zaltzová           |
| 1992 | David Škoch                               | Chanda Rubinová                           | Steven Baldas Scott Draper                | Maija Avotinsová Lisa McSheaová               |
| 1993 | Răzvan Sabău                              | Nancy Feberová                            | Steven Downs James Greenhalgh             | Laurence Courtoisová Nancy Feberová           |
| 1994 | Scott Humphries                           | Martina Hingisová ‡                       | Ben Ellwood Mark Philippoussis            | Esmé de Villiersová Elizabeth Jelfsová        |
| 1995 | Olivier Mutis                             | Aleksandra Olszová                        | Martin Lee James Trotman                  | Cara Blacková ‡ Aleksandra Olszová            |
| 1996 | Vladimir Voltčkov                         | Amélie Mauresmová ‡                       | Daniele Bracciali Jocelyn Robichaud       | Olga Barabanščikovová Amélie Mauresmová       |
| 1997 | Wesley Whitehouse                         | Cara Blacková                             | Luis Horna Nicolás Massú                  | Cara Blacková ‡ Irina Seljutinová             |
| 1998 | Roger Federer ‡                           | Katarina Srebotniková                     | Roger Federer Olivier Rochus              | Eva Dyrbergová Jelena Kostanićová             |
| 1999 | Jürgen Melzer                             | Iroda Tuljaganovová                       | Guillermo Coria David Nalbandian          | Dája Bedáňová María Emilia Salerniová         |
| 2000 | Nicolas Mahut                             | María Salerniová                          | Dominique Coene Kristof Vliegen           | Ioana Gașparová Tatiana Perebijnisová         |
| 2001 | Roman Valent                              | Angelique Widjajaová                      | Frank Dancevic Giovanni Lapentti          | Gisela Dulková Ashley Harkleroadová           |
| 2002 | Todd Reid                                 | Věra Duševinová                           | Florin Mergea Horia Tecău ‡               | Elke Clijstersová Barbora Strýcová ‡          |
| 2003 | Florin Mergea                             | Kirsten Flipkensová                       | Florin Mergea Horia Tecău ‡               | Alisa Klejbanovová Sania Mirzaová ‡           |
| 2004 | Gaël Monfils                              | Kateryna Bondarenková                     | Brendan Evans Scott Oudsema               | Viktoria Azarenková Olga Govorcovová          |
| 2005 | Jérémy Chardy                             | Agnieszka Radwańská †                     | Jesse Levine Michael Shabaz               | Viktoria Azarenková Ágnes Szávayová           |
| 2006 | Thiemo de Bakker                          | Caroline Wozniacká                        | Kellen Damico Nathaniel Schnugg           | Alisa Klejbanovová Anastasija Pavljučenkovová |
| 2007 | Donald Young                              | Urszula Radwańská                         | Daniel Alejandro López Matteo Trevisan    | Anastasija Pavljučenkovová Urszula Radwańská  |
| 2008 | Grigor Dimitrov                           | Laura Robsonová                           | Sie Čeng-pcheng Jang Cung-chua            | Polona Hercogová Jessica Mooreová             |
| 2009 | Andrej Kuzněcov                           | Noppavan Lertčívakarnová                  | Pierre-Hugues Herbert ‡ Kevin Krawietz    | Noppavan Lertčívakarnová Sally Peersová       |
| 2010 | Márton Fucsovics                          | Kristýna Plíšková                         | Liam Broady Tom Farquharson               | Tímea Babosová † Sloane Stephensová           |
| 2011 | Luke Saville                              | Ashleigh Bartyová ‡                       | George Morgan Mate Pavić ‡                | Eugenie Bouchardová Grace Minová              |
| 2012 | Filip Peliwo                              | Eugenie Bouchardová †                     | Andrew Harris Nick Kyrgios                | Eugenie Bouchardová Taylor Townsendová ‡      |
| 2013 | Gianluigi Quinzi                          | Belinda Bencicová                         | Thanasi Kokkinakis Nick Kyrgios           | Barbora Krejčíková ‡ Kateřina Siniaková ‡     |
| 2014 | Noah Rubin                                | Jeļena Ostapenková                        | Orlando Luz Marcelo Zormann               | Tami Grendeová Jie Čchiou-jü                  |
| 2015 | Reilly Opelka                             | Sofja Žuková                              | Lý Hoàng Nam Sumit Nagal                  | Dalma Gálfiová Fanny Stollárová               |
| 2016 | Denis Shapovalov                          | Anastasija Potapovová                     | Kenneth Raisma Stefanos Tsitsipas         | Usue Maitane Arconadová Claire Liuová         |
| 2017 | Alejandro Davidovich Fokina               | Claire Liuová                             | Axel Geller Sü Jü-siou                    | Olga Danilovićová Kaja Juvanová               |
| 2018 | Ceng Čchun-sin                            | Iga Świąteková ‡                          | Yankı Erel Otto Virtanen                  | Wang Sin-jü Wang Si-jü                        |
| 2019 | Šintaró Močizuki                          | Darija Snigurová                          | Jonáš Forejtek Jiří Lehečka               | Savannah Broadusová Abigail Forbesová         |
| 2020 | Wimbledon zrušen kvůli pandemii covidu-19 | Wimbledon zrušen kvůli pandemii covidu-19 | Wimbledon zrušen kvůli pandemii covidu-19 | Wimbledon zrušen kvůli pandemii covidu-19     |
| 2021 | Samir Banerjee                            | Ane Mintegi del Olmová                    | Edas Butvilas Alejandro Manzanera Pertusa | Kristina Dmitruková Diana Šnajderová          |
| 2022 | Mili Poljičak                             | Liv Hovdeová                              | Sebastian Gorzny Alex Michelsen           | Rose Marie Nijkampová Angella Okutoyiová      |
| 2023 | Henry Searle                              | Clervie Ngounoueová                       | Jakub Filip Gabriele Vulpitta             | Alena Kovačková Laura Samsonová               |
| 2024 | Nicolai Budkov Kjær                       | Renáta Jamrichová                         | Alexander Razeghi Max Schönhaus           | Tyra Caterina Grantová Iva Jovicová           |
| 2025 | Ivan Ivanov                               | Mia Pohánková                             | Oskari Paldanius Alan Ważny               | Kristina Pěničková Vendula Valdmannová        |
| ‡ – vítěz juniorského i seniorského turnaje † – vítěz juniorského turnaje a finalista seniorského turnaje Stefan Edberg získal jako jediný junior kalendářní grandslam |                                           |                                           |                                           |                                               |